# Кицу, Андрея
Андрея Кицу (рум. Andreea Chițu, р.7 мая 1988) — румынская дзюдоистка, чемпионка Европы и Европейских игр, многократная призёр чемпионатов мира и Европы.

## Биография
Родилась в 1988 году в Болинтин-Вале (жудец Джурджу). В 2011 году завоевала бронзовую медаль чемпионата мира. В 2012 году стала чемпионкой Европы, но на Олимпийских играх в Лондоне стала лишь 9-й. В 2013 году завоевала серебряную медаль чемпионата Европы. В 2014 году стала обладательницей серебряной медали чемпионата мира и бронзовой медали чемпионата Европы. В 2015 году стала чемпионкой Европейских игр.
В 2020 году на чемпионате Европы в ноябре в чешской столице, Андрея смогла завоевать серебряную медаль турнира в категории до 52 кг. В финале уступила итальянской спортсменке Джуффриде Одетте.